# سیارک ۱۷۸۵۹
سیارک ۱۷۸۵۹ (به انگلیسی: 17859 Galinaryabova، نامگذاری:1998KC4) هفده هزار و هشتصد و پنجاه و نهمین سیارک کشف شده‌است که در ۲۲ مه ۱۹۹۸ کشف شد.
قدر مطلق سیارک برابر ۴۴.۶ است.